# Sveriges Tekniska Forskningsinstitut
SP Sveriges Tekniska Forskningsinstitut, tidigare SP Sveriges Provnings- och Forskningsinstitut och Statens Provningsanstalt, var ett aktiebolag som från november 2009 till 2016 varit helägt dotterbolag till statliga Rise Research Institutes of Sweden Holding AB.. Företagets affärsidé är att skapa värde och hållbar utveckling för näringsliv och samhälle genom att bidra med kompetens och nytta inom hela innovationsprocessen. Verksamheten inkluderar bland annat tillämpad forskning, tekniska utvärderingar, beräkningar, mätningar, kvalitetssäkringar, utbildning och certifiering. Sedan 2017 är det en integrerad del av Rise Research Institutes of Sweden AB med säte i Göteborg.
SP:s huvudkontor var, och huvudsakliga verksamhet är, lokaliserad till Borås. Under senare år har flera andra forskningsinstitut övertagits av SP för att  etablera ett brett forskningsinstitut med kompetens inom alla grenar av svenskt näringsliv. Som en del i denna process namnändrades organisationen 2006/2007 till SP Sveriges Tekniska Forskningsinstitut.
SP har sex affärsområden:
• Energi
• Informations- och kommunikationsteknik
• Life Science
• Risk och säkerhet
• Samhällsbyggnad
• Transport
Under 2014 publicerade SP:s forskare och experter 520 vetenskapliga rapporter, 450 populärvetenskapliga artiklar.
Andra företag som liknar SP i tjänster och områden är: Bureau Veritas, DEKRA Industrial, Inspecta, Nordcert, Force och SGS.

## Dotterbolag[7]

### Svensk Maskinprovning (SMP)
Dotterföretaget Rise SMP Svensk Maskinprovning AB förvärvades 1996 och har sitt säte i Alnarp i Lomma. Det bedriver verksamhet med teknisk utvärdering, certifiering och besiktning av produkter, maskiner och fordon i hela landet.

### CBI - Betonginstitutet
CBI Betonginstitutet AB är sedan 2008 ett till 60 % ägt dotterföretag till SP. Resterande 40 % ägs av Stiftelsen Svenska forskningsinstitutet för cement och betong vid Kungliga Tekniska Högskolan i Stockholm, org nr 802006-1514. Företaget har sitt säte i Stockholm och har sin verksamhet förlagd till Stockholm, Borås och Lund. Verksamheten omfattar forskning, utredningar, teknisk utvärdering, kontroll, utbildning och information.

### Glafo
Glafo AB är sedan 2008 ett till 60 % ägt dotterföretag till SP. Resterande 40 % ägs av Glasforskningsföreningen Glafo. Företaget har sitt säte i Växjö och verksamheten, som är förlagd till Växjö, omfattar forskning, utredningar, teknisk utvärdering, utbildning och information inom glasområdet.

### JTI -Institutet för jordbruks- och miljöteknik
JTI - Institutet för jordbruks- och miljöteknik AB är sedan 2009 ett till 60 % ägt dotterföretag till SP. Resterande 40 % ägs av Stiftelsen JTI - Institutet för jordbruks- och miljöteknik. Företaget har sitt säte i Uppsala, dit också verksamheten är förlagd. JTI bedriver behovsmotiverad forskning, utveckling och kunskapsspridning inom områdena jordbruks- och miljöteknik.

### SP Sveriges Tekniska Forskningsinstitut A/S
SP Sveriges Tekniska Forskningsinstitut A/S är sedan 2012 ett helägt dotterföretag till SP. Företaget har sitt säte i Köpenhamn i Danmark, där också verksamheten är förlagd. SP A/S bedriver teknisk utvärdering med testlaboratorier inom EMC, klimat och mekanisk testning.

### SP Process Development
SP Process Development AB, ett till SP helägt dotterföretag, bedriver sedan februari 2013 verksamhet inom hållbar processutveckling och katalys. Verksamheten är förlagd till Södertälje, där bolaget också har sitt säte.

### AstaZero
AstaZero AB är sedan den 1 juni 2013 ett till SP 61,33 % ägt dotterföretag. Resterande 38,67 % ägs av Chalmers Tekniska Högskola AB. Företaget har sitt säte i Borås. AstaZero AB bedriver verksamhet inom områdena miljöforskning, transport-, trafik- och fordonssäkerhet, och har en provbana, även den kallad AstaZero för trafiksäkerhetforskning utanför Borås.

### SP Processum
SP Processum AB är sedan juni 2013 ett till 60 % ägt dotterföretag till SP. Resterande 40 % ägs av Processum Intresseförening. Företaget har sitt säte i Örnsköldsvik, där också verksamheten bedrivs. Processum bedriver forskning och innovationsprojekt inom bioraffinaderiområdet.

### SP Fire Research AS
SP Fire Research AS är sedan den 1 januari 2014 ett till 70 % ägt dotterföretag till SP. Resterande 30 % ägs av SINTEF Holding AS. Företaget har sitt säte i Trondheim i Norge], där också verksamheten bedrivs. SP Fire bedriver brandforskningsverksamhet.

### SP ETC
SP Energy Technology Center AB, ett helägt dotterföretag, bedriver sedan december 2014 verksamhet inom energiteknik, främst inom termokemisk omvandling såsom förbrännings-, förgasnings- och bioraffinaderiteknik och därmed förenlig verksamhet. Verksamheten är förlagd till Piteå, där företaget också har sitt säte.

## Historik[9]
- 1895 Efter godkännande av kollegiet framlades ett förslag till KTHs styrelse om att inrätta en provningsinstitution vid högskolan. Styrelsen godkände förslaget som efter tillstyrkan av Jernkontorets fullmäktige sändes till regeringen för beslut. Tillståndet att inrätta anstalten och uppföra en särskild byggnad för denna med stöd av ett beviljat anslag erhölls genom ett kungligt brev den 4 oktober.
- 1896 Anstalten gavs namnet Kungliga Tekniska Högskolans Materialprofningsanstalt.
- 1917 John O. Roos af Hjelmsäter Roos kompletterar en arbetsordning från 1910 genom att specificera regler som skall tillämpas vid genomförande av uppdrag. Roos blir därmed den förste i världen som specificerar kvalitetssäkringsregler av det slag som numera är internationellt standardiserat för provnings- och kalibreringsverksamhet.
- 1920 Materialprovningsanstalten överfördes 1920 till nybildade Statens provningsanstalt (SP).
- 1935 De svenska riksprototyperna överfördes från Vetenskapsakademin till Mynt- och Justeringsverket.
- 1971 Sveriges riksdag beslutade i maj att omlokalisera SP till Borås, vilken genomfördes 1975.
- 1972 Justering och ädelmetallkontroll till SP
- 1973 Chalmers provningsanstalt inordnas i SP
- 1983 P-märket introduceras
- 1993 SITAC blir dotterbolag i SP-koncernen
- 1993 SP ombildades till statligt aktiebolag och bytte namn till SP Sveriges Provnings- och Forskningsinstitut
- 1996 Svensk Maskinprovning (SMP) blir dotterbolag i SP-koncernen
- 2004 Trätek integreras i SP
- 2005 Institutet för Livsmedel och Bioteknik (SIK) blir dotterbolag i SP-koncernen
- 2006 Ytkemiska Institutet (YKI) blir dotterbolag i SP-koncernen
- 2007 Namnbyte till SP Sveriges Tekniska Forskningsinstitut
- 2008 SITAC integreras i SP Certifiering
- 2008 CBI blir dotterbolag
- 2008 Glafo - glasforskningsinstitutet blir dotterbolag i SP-koncernen
- 2009 SP är sedan den 2 november helägt av svenska staten genom Rise Research Institutes of Sweden AB.
- 2009 Institutet för jordbruks- och miljöteknik (JTI) blir dotterbolag i SP-koncernen
- 2012 SP Danmark A/S – första dotterbolaget utanför Sverige
- 2013 Nybildade SP Process Development och SP Processum blir dotterbolag
- 2013 YKI integreras i SP
- 2014 Nytt dotterbolag i Norge: SP Fire Research
- 2014 Invigning av AstaZero
- 2015 SIK integreras i SP
- 2015 ETC blir dotterbolag